# 庄司芽生
庄司 芽生（しょうじ めい、1997年7月2日 - ）は、日本の歌手で、ガールズ・ダンス&ボーカルグループ・東京女子流のメンバーで2代目リーダー。愛称はめいちゃん、めいてぃん、メイ。立ち位置は向かって一番右。
山形県出身。身長は159センチメートル。エイベックス・マネジメント所属。

## 略歴
- 2008年、TRFのツアーアクトダンサーオーディションに合格。バックダンサーとして活動を始める。
- 2008年、NHK『みんなのうた』で結成されたクリスタルズに参加。CRYSTAL WINDSのダンサーとして活動する[5]。
- 2010年、エイベックス・アーティストアカデミー東京校プロフェショナル育成セクションからダンス&ボーカルグループ東京女子流のメンバーとしてavex traxよりデビューする[6]。
- 2012年、『東京女子流〜ひめスタ＊〜』（NACK5）で新井ひとみと共にレギュラー出演した。
- 2012年、TRFのトリビュート・アルバム『TRFリスペクトアイドルトリビュート!!』にアイドリング!!!、東京女子流、Dream5、BiS、アイドル・プロジェクトiDOL Streetから選抜されたメンバーで結成されたコラボユニット「IRF」のメンバーとして参加する[7]。
- 2013年、『東京女子流 MMちゃんねる*』（NACK5）で山邊未夢と共にレギュラー出演する。
- 2016年、劇団マツモトカズミ『読モの掟! 2016』で、自身では初となる舞台に出演[8]。
- 2016年、同じく山形県出身でダンススタジオMPF卒業生の歌手のじぇにー。とユニットを組み、ひがしね応援ソング「TANTOCLE（タントクゥ）」を歌う[9]。8月のひがしね祭で初披露予定。
- 2017年、東京女子流の楽曲「predawn」の詞を共作。

## 人物
- 弟がいる。
- 5歳の頃からダンスに興味を始めダンス教室に通った[10]。
- 結成時は山形に在住し、東京で仕事があるときに往復しながら活動していた[10]。2013年より上京し活動する[4]。
- 2.5Dの番組で習ったことをきっかけに、写真を趣味としている。成果として本人のファンクラブイベント（2015年10月25日）で写真展が開かれたり、ロンドンで撮影した写真を構成したPHOTOBOOKが東京女子流の5周年記念ライブのBlu-ray初回盤特典になったりしている。

## 作品
東京女子流としての作品を除く。

### 参加作品
- CRYSTAL CHILDREN（2008年4月23日、Avex io、IOCD-20252/B） - クリスタルズとして
- TRFリスペクトアイドルトリビュート!!（2012年12月19日、AVCD-38660/B・AVCD-38661）

1. BOY MEETS GIRL / IRF（IDOL RAVE FACTORY）名義
- Maltine Girls Wave（2014年1月15日、AVXD-91680/B・AVBD-92056/B）

4. Kawaii Rave feat.庄司芽生 / Gigandect
- 十字架 〜映画「学校の怪談 -呪いの言霊-」 Ver.〜（2014年5月21日、AVCD-48992/B）、怖い曲集 +「学校の怪談 -呪いの言霊-」オリジナルサウンドトラック（2014年5月21日、AVCD-38878）

feels like 'HEAVEN'

## 出演

### テレビ
- みんなのうた「CRYSTAL CHILDREN」（2008年4月・5月、NHK） - クリスタルズとして
- AKIBAカルチャーズ劇場生放送 #33（2014年11月18日、アイドル専門チャンネルPigoo）

### ラジオ
- 東京女子流〜ひめスタ＊〜 （2012年4月1日 - 2013年3月31日、NACK5）新井・庄司
- 東京女子流 MMちゃんねる*（2013年4月4日 - 2014年3月26日、NACK5）山邊・庄司
- 東京女子流*スクールラジオ（2013年4月21日 - 2015年6月20日、毎月第3土曜日放送[12]、ラジオNIKKEI第1放送）山邊・庄司、進行：安田美香

### 舞台
- 読モの掟! 2016（2016年5月4日 - 5月8日、新国立劇場 小劇場） - 日村アリス 役
- 散る君、うららと舞い上がり、（2024年1月31日 - 2月4日、六行会ホール）[13]
- 和落語〜二〇二四 夏の陣〜（2024年6月15日 - 16日、武蔵野芸能劇場 小劇場）[14]
- 摘む夢、きららと舞い込んで、（2024年8月28日 - 9月1日、六行会ホール）[15]

### TV CM
- 東北公益文科大学 2016年度「進路選択編」、「キャンパスライフ編」

### DVD
- 君に届けば まちのひかり（2015年、佐藤広一監督）[16][17] - しずく 役

### ネット配信
- 気まぐれメイちゃんねる（2012年9月21日・10月31日・2013年3月6日、Ustream）
- 東京女子流 mei's*ダンササイズスタジオ（2015年1月22日 - 2016年4月20日、LoGiRL）
- 庄司の時間（2017年3月7日 -、AMESTAGE）- タイトルは仮題

### Web写真集
- フォトジェニ（2013年、玄光社）撮影：根本好伸

### イベント
- カジョセンのXmasイルミネーション点灯式（2012年11月8日・2013年11月1日、霞城セントラル）
- 女子流『NOW』でしょ!( ^^)Y☆Y(^^ )（2013年4月9日 - 6月22日、2.5D）山邊・庄司
- 東京女子流 小西の音楽祭Konishi's Music Festival Vol.4（2014年11月18日、AKIBAカルチャーズ劇場）

## 連載

### Web
- 庄司芽生（東京女子流）の「めいごはん」（2015年2月26日 - 、LoGiRL）